# Convention relative aux droits des personnes handicapées
Pour les articles homonymes, voir Droits des personnes handicapées.
- États parties à la Convention
- États ayant signé, mais non ratifié la Convention
- États non-signataires

Lire en ligne

OHCHR.ORG 

La Convention relative aux droits des personnes handicapées - connue également sous le nom de Convention internationale des droits des personnes handicapées (CIDPH) - est une convention internationale pour « promouvoir, protéger et assurer » la dignité, l'égalité devant la loi, les droits humains et les libertés fondamentales des personnes avec des handicaps en tous genres. L’objectif est la pleine jouissance des droits humains fondamentaux par les personnes handicapées et leur participation active à la vie politique, économique, sociale et culturelle. Elle a été adoptée par l'Assemblée générale des Nations unies le 13 décembre 2006, et est entrée en vigueur le 3 mai 2008. Au 1er février 2025, 164 pays l'ont signée, dont ceux de l'Union européenne, sur 192 pays parties.

## Caractère de la convention
Bien que cette convention soit établie sur les bases de la Déclaration universelle des droits de l'Homme et les conventions de l'Organisation des Nations unies sur le Droit international des droits de l'Homme, beaucoup de notions nouvelles sur les droits humains dans cette convention n'existent pas dans les autres conventions. Dans son Préambule, on réaffirme « le caractère universel, indivisible, interdépendant et indissociable de tous les droits de l'homme » et le développement durable adopté par la Déclaration et le programme d'action de Vienne.
Ce sont, entre autres : le droit à l'autonomie, le respect de l'estime de soi et de l'intégrité, le droit à l'éducation pour les enfants, l'apprentissage tout au long de leur vie, le droit de vote, le droit au consentement éclairé, l'interdiction de toute discrimination et maltraitance médicale, et la sensibilisation aux stéréotypes, et aux préjugés. Cependant, ce sont des points communs entre cette convention et les Principes de Jogjakarta.

## Contenu
Cette convention consiste en 50 articles, les articles du premier au trentième sont consacrés à l'explication des termes : sur les langages et la communication entre autres le braille, les langues des signes, la communication améliorée et alternative, à base des supports écrits et les technologies de l'information et de la communication, sur l'accommodement raisonnable qui est une modification et un ajustement en vue d'assurer aux personnes handicapées la jouissance ou l'exercice de tous les droits de l'homme sur la base de l'égalité avec les autres, sur la conception universelle et sur l'accessibilité, et également sur les droits des personnes handicapées en détail, entre autres le principe d'égalité des chances, l'inclusion sociale, la protection spéciale pour les femmes et les filles handicapées qui subissent les multiples discriminations et l'obligation des États parties.
- L'article 5 affirme égalité et non-discrimination et que toutes les personnes sont égales devant la loi ; les États Parties interdisent toutes les discriminations fondées sur le handicap ; et toutes les mesures appropriées doivent être faites afin d'apporter aménagements raisonnables.
- L'article 6 demande aux États parties de reconnaître que les femmes handicapées soient exposées à de multiples discriminations et d'assurer le plein épanouissement, la promotion et l'autonomisation des femmes handicapées.
- L'article 7 oblige États parties de prendre toutes les mesures nécessaires pour assurer que les enfants handicapés jouissent de tous les droits de l'homme et de toutes les libertés fondamentales, sur la base de l'égalité avec les autres enfants.
- L'article 9 impose aux États parties d'identifier et éliminer les obstacles et barrières à l'accessibilité : , l'accès à l'environnement physique, aux transports, à l'information et à la communication, y compris aux systèmes et technologies de l'information et de la communication, et aux autres équipements et services ouverts ou fournis au public, tant dans les zones urbaines que rurales.
- L'article 11 affirme que les États parties prennent, conformément aux obligations qui leur incombent en vertu du droit international, notamment le droit international humanitaire et le droit international des droits de l'homme, toutes mesures nécessaires pour assurer la protection et la sûreté des personnes handicapées dans la situation de risque, y compris les conflits armés, les crises humanitaires et les catastrophes naturelles.
- L'article 12 réaffirme la reconnaissance de la personnalité juridique et la capacité juridique avec la protection contre l'abus d'influence et tout conflit d'intérêts.
- L'article 13 demande l'accès effectif à la justice et afin d'y pourvoir, une formation appropriée des personnels concourant à l'administration de la justice, y compris les personnels de police et les personnels pénitentiaires. Cet article et l'article 12 sont cités par l'Office des Nations unies contre la drogue et le crime[4].
- L'article 15 interdit la torture, et les peines ou traitements cruels, inhumains ou dégradants.
- L'article 16 interdit l'exploitation, la violence et la maltraitance.
- L'article 17 protège l'intégrité, sur la base de l'égalité avec les autres.
- L'article 18 accorde aux personnes handicapées le droit de circuler librement, le droit de choisir librement leur résidence et le droit à une nationalité.
- L'article 19 impose aux États Parties de reconnaître que toutes les personnes handicapées aient le droit de vivre dans la société, avec la même liberté de choix que les autres personnes, et prennent des mesures efficaces et appropriées pour faciliter aux personnes handicapées la pleine jouissance de ce droit ainsi que leur pleine intégration et participation à la société. (Voire: Désinstitutionnalisation).
- L'article 20 affirme la mobilité personnelle des personnes handicapées, dans la plus grande autonomie possible.
- L'article 21 affirme la liberté d'expression d'opinion et d'accès à l'information au même titre que le grand public (par exemple, le langage des signes ; le Braille ; la communication améliorée et alternative).
- L'article 22 protège le droit de respect de la vie privée et la confidentialité des informations.
- L'article 23 protège le droit de la famille, y compris le mariage et l'adoption, et la protection contre la stérilisation contrainte[5].
- L'article 24 protège le droit à l'éducation avec l'inclusion sans discrimination et droit à la langue des signes, le Braille et la communication améliorée et alternative. Les États Parties doivent faire en sorte que le système éducatif pourvoie à l'insertion scolaire à tous les niveaux et offre, tout au long de la vie, des possibilités d'éducation. Les enfants handicapés ne doivent pas être exclus sur la base de leur handicap et doivent pouvoir bénéficier de l'accompagnement nécessaire pour faciliter leur éducation. Les cadres et personnels éducatifs doivent être formés.
- L'article 25 protège le droit à la santé sans discrimination.
- L'article 27 protège le droit au travail contre la discrimination et le harcèlement, autant que le droit au entrepreneur et l'interdiction du travail forcé.
- L'article 28 protège le droit à la protection sociale et droit au logement.
- L'article 30 sur la participation à la vie culturelle et récréative, aux loisirs et aux sports demande que les États Parties prennent des mesures appropriées pour donner aux personnes handicapées la possibilité de développer et de réaliser leur potentiel créatif, artistique et intellectuel, non seulement dans leur propre intérêt, mais aussi pour l'enrichissement de la société. Et aussi que les personnes handicapées ont droit, sur la base de l'égalité avec les autres, à la reconnaissance et au soutien de leur identité culturelle et linguistique spécifique, y compris les langues des signes et la culture des sourds.
- Du 31e au 50e article, on détermine la coopération internationale, comité des droits des personnes handicapées auquel les personnes handicapées elles-mêmes peuvent participer, l'examen des rapports sur les États parties pour garantir les droits des personnes handicapées établis par cette convention, et les autres domaines concernés par cette convention.

## Protocole facultatif
Le Protocole facultatif se rapportant à la Convention relative aux droits des personnes handicapées définit dans son article 1.1 la compétence du Comité des droits des personnes handicapées à :

« recevoir et examiner les communications présentées par des particuliers ou groupes de particuliers ou au nom de particuliers ou groupes de particuliers relevant de sa juridiction qui prétendent être victimes d’une violation par cet État Partie des dispositions de la Convention »

. Au 1er février 2025, 94 pays l'ont signé, et 107 pays dont la France l'ont ratifié.

## Observations générales

### Observation générale n° 4 (2016) sur le droit à l’éducation inclusive
L'observation générale sur le droit à l'éducation inclusive (Article 24 de la Convention) a été publiée le 25 novembre 2016. Ce document a été rédigé à la suite des sérieux problèmes qui ont perduré après la signature de la Convention, même si des progrès ont été faits. L'ONU s'inquiétait des millions de personnes handicapées qui sont privées de leur droit à l’éducation et plus nombreuses encore celles qui n'ont accès qu'à une éducation de qualité médiocre, dans des structures où elles sont isolées des autres enfants.
Cette observation générale rappelle les États Parties de la définition de l'approche du handicap basé sur les droits de l'homme , selon laquelle les personnes handicapées sont exclues non pas en raison de leurs déficiences, mais à cause des obstacles de la société qui ne soient pas compris ou pas appliqués. Elle rappelle des avantages d'une éducation inclusive et explique que l'exclusion est une discrimination fondée sur la base du handicap ; et que "faute de volonté politique, de connaissances et de moyens techniques, notamment de formation du personnel enseignant dans son ensemble, le droit à l’éducation inclusive n’est toujours pas effectif". L'éducation inclusive doit donc être comprise comme un droit fondamental de tous les enfants, et il est par nature un droit individuel (pas détenu par les parents, familles ou aidants).

### Observation générale n° 8 (2022) sur le droit au travail et à l’emploi des personnes handicapées
Portant sur l'article 27 de la Convention,, l'ONU rappelle les États Parties que le droit au travail est un droit fondamental garanti par plusieurs instruments juridiques internationaux et régionaux. Il est inhérent à la dignité humaine et doit être librement choisi ou accepté. Le Comité explique que les personnes handicapées rencontrent plusieurs obstacles lorsqu’elles tentent de faire appliquer leur droit au travail et à l’emploi sur le marché du travail général, sur la base de l’égalité avec les autres (un taux de chômage plus élevé, des salaires inférieurs, la précarité, de moins bonnes conditions, l'inaccessibilité, et moins de chances de nomination). L'ONU a réitéré son inquiétude  face aux lois et politiques d’États parties qui sont fondées sur le capacitisme et qui abordent le handicap sous l'approche médicale ou caritative, malgré l’incompatibilité de ces deux modèles avec la Convention. Les personnes handicapées sont donc souvent réduites à leurs déficits. Cette observation générale impose donc un marché de travail inclusif et accessible. Elle proscrit la ségrégation et impose des conditions de travail sur la même base que tous les autres travailleurs.
Ce document a été publié le 7 octobre 2022.

### Lignes directrices pour la désinstitutionnalisation, y compris dans les situations d’urgence
Publiées le 10 octobre 2022, les Lignes directrices pour la désinstitutionnalisation, y compris dans les situations d'urgence, complètent l’observation générale no 5 (2017) du Comité sur l’autonomie de vie et l’inclusion dans la société (art. 19 de la Convention) et les directives du Comité relatives au droit à la liberté et à la sécurité des personnes handicapées (art. 14). Ces lignes directrices ont abouti à la suite de sept consultations régionales, qui ont réuni plus de 500 personnes handicapées, dont des femmes handicapées, des enfants handicapés et des personnes ayant survécu à un placement en institution, parmi d'autres.
Dans ce document, l'ONU rappelle les États Parties que l’institutionnalisation est une pratique discriminatoire à l’égard des personnes handicapées, contraire à plusieurs articles de la Convention (article 5, article 12 et article 14). Elle nie la capacité juridique de la personne handicapée et constitue une détention et une privation de liberté au motif de son handicap. Elle doit être considérée par les États parties comme une forme de violence à l’égard des personnes handicapées car elle les expose à l’administration de médicaments psychotropes tels que des sédatifs et des stabilisateurs d’humeur, à des traitements électroconvulsifs et à des thérapies de conversion ou d’autres interventions sans leur consentement libre, préalable et éclairé, en violation des articles 15 et 25. L'institutionnalisation est contraire au droit des personnes handicapées à l’autonomie de vie et à l’inclusion dans la société.
Ces lignes directives exigent les États Parties à abolir toutes les formes d’institutionnalisation, renoncer à tout nouveau placement en institution et s’abstenir d’investir dans les institutions. L'institutionnalisation ne peut pas être considérée comme une forme de protection des personnes handicapées ni comme un choix. Elles rappellent que "rien ne justifie de perpétuer l’institutionnalisation. Les États parties ne devraient pas invoquer le manque de services d’accompagnement et de services de proximité, la pauvreté ou la stigmatisation pour justifier le maintien des institutions ou le report de leur fermeture. De même, ils ne devraient pas invoquer la planification inclusive, la recherche, les projets pilotes ou la nécessité de mener des réformes législatives pour retarder la réforme du système de santé ou limiter les mesures immédiates propres à faciliter l’inclusion dans la société."
En ce qui concerne les enfants handicapés, tout placement dans une institution, c’est‑à‑dire en dehors d’un cadre familial, constitue une forme de ségrégation, porte atteinte aux droits de l’enfant et est contraire à la Convention.
Une institution est tout endroit qui:
- impose à ses résidents de partager les services de plusieurs assistants sans pouvoir, ou pas souvent, choisir ces personnes
- contribue à l'isolement et à la ségrégation des personnes handicapées contraire à leur droit à l'autonomie de vie et leur inclusion dans la société
- prive les personnes handicapées de la possibilité de décider par elles-mêmes dans la vie de tous les jours
- empêche les personnes handicapées de choisir les personnes avec qui elles vivent
- impose une routine stricte sans prendre en compte leur volonté ou préférences
- a une approche paternaliste de la prestation de services
- encadre les conditions de vie
- se caractérise par un nombre disproportionné de personnes handicapées vivant dans le même endroit.

Les États Parties doivent reconnaître que l'institutionnalisation est une violation de la Convention. Ils devraient s’engager à recenser les placements en institution et à réparer le préjudice qui en découle. Ils doivent également "créer un mécanisme qui sensibilise au préjudice causé par toute forme d’institutionnalisation, détermine la nature et l’ampleur de ce préjudice et formule des recommandations en vue d’une réforme des lois et politiques."